# Louis Schlottmann
Louis Schlottmann (* 12. November 1826 in Berlin; † 13. Juni 1905 ebenda) war ein deutscher Musiker und Komponist.

## Leben
Schlottmann war in seiner Heimatstadt Schüler der Komponisten Siegfried Dehn und Wilhelm Taubert. Mit seinem Lehrer Dehn, der ihn hauptsächlich am Klavier unterrichtete, unternahm Schlottmann einige Gastspielreisen; u. a. trat er mit seinem Lehrer auch in London auf.
Der preußische König Friedrich Wilhelm II. ernannte Schlottmann 1875 zum „königlichen Musikdirektor“.

## Werk
Schlottmanns kompositorisches Werk reicht von einfachen Liedern für Solisten bis hin zu Orchesterchören, er schuf aber auch Kammer- und Orchestermusik.
- Ouvertüre für Romeo und Julia
- Ouvertüre für Wallenstein